# Mikołaj Lasocki
Mikołaj Lasocki herbu Dołęga (ur. ok. 1380, zm. 9 września 1450 w Terni) – sekretarz królewski Władysława Jagiełły, kapelan i skarbnik Władysława Warneńczyka, dyplomata, humanista, mówca, biskup nominat kujawsko-pomorski, dziekan krakowski, prepozyt skalbmierski, kanonik krakowski i sandomierski, proboszcz w Małogoszczu, posiadał przywilej kreacji notarialnej.

## Życiorys
Syn Michała i Grzymisławy, krewny i uczeń Pawła Włodkowica. Pochodził z drobnoszlacheckiego rodu Dołęgów, dziedziców wsi Lasotki pod Dobrzyniem nad Wisłą. Studia ukończył prawdopodobnie w Krakowie. Będąc już notariuszem publicznym występował w 1422 podczas procesu Polski z Zakonem Krzyżackim. W roku 1423 został sekretarzem królewskim w kancelarii Stanisława Ciołka. Proboszcz w Skalbmierzu i dziekan krakowski.
Od roku 1424 nieprzerwanie pełnił odpowiedzialne funkcje dyplomatyczne. W roku 1425 i 1431 posłował do Rzymu, po raz trzeci był tam w 1434. W latach 1434–1438 uczestniczył jako poseł (przez pewien czas razem ze Stanisławem Ciołkiem i Janem Lutkiem z Brzezia) w obradach Soboru w Bazylei, wysłany nań przez biskupa Oleśnickiego, gdzie 5 listopada 1434 złożył obediencję w imieniu Polski przeciwko roszczeniom i intrygom zakonu krzyżackiego. Od 8 lipca do 29 października 1435 uczestniczył jako członek delegacji soboru, na kongresie w Arras, godzącym zwaśnioną Francję z Anglią i Burgundią. W Bazylei przebywał jeszcze w końcu kwietnia roku 1436. Zdecydowany zwolennik koncyliaryzmu, co – pomimo silnego poparcia króla Władysława Warneńczyka – spowodowało, że papież Eugeniusz IV odmówił w czerwcu 1437 zgody na objęcie przezeń biskupstwa poznańskiego. Lasocki, zajęty z Grzegorzem z Sanoka u boku Władysława Warneńczyka sprawami węgiersko-tureckimi, sam zarzucił wniesioną do soboru apelację i nie przyjął oferowanego mu arcybiskupstwa Ostrzyhomia (Esztergom). W roku 1441 był – oprócz panów węgierskich – jednym z namiestników królewskich w Budzie. Następnie, pod wpływem legata Cezariniego, odszedł od stanowiska koncyliaryzmu na rzecz inspirowanych przez papiestwo planów wyprawy antytureckiej. W 1443 posłował do cesarza Fryderyka w sprawie przymierza przeciwko Turcji. Po klęsce warneńskiej pozostał na Węgrzech u Jana Hunyadego, którego był przyjacielem, jednak nie przyjął proponowanego mu przezeń biskupstwa Kalocsy. W roku 1448 posłował od niego do papieża Mikołaja V. Przebywał w Rzymie dłuższy czas, pozyskując przyjaźń papieża-humanisty, który mianował go biskupem wrocławskim (nie objął tej pozycji na skutek sprzeciwu Kazimierza Jagiellończyka), ale później 17 lipca 1449 nadał mu wakujące biskupstwo kujawsko-pomorskie i zamierzał go powołać do kolegium kardynałów. Lasocki, będąc w roku 1424 kanonikiem, następnie dziekanem kapituły krakowskiej, odrzucił w 1449 ofiarowane przez Hunyadego arcybiskupstwo kołockie i bachieńskie oraz nie zgodził się na proponowaną mu godność prymasa.
Był prekursorem humanizmu w Polsce. Zasłynął zwłaszcza jako mówca. We Włoszech i w Bazylei nawiązał bliskie stosunki z wybitnymi humanistami Janem Aurispą i Eneaszem Sylwiuszem Piccolominim, przyjaźnił się z Poggio Bracciolinim, a zwłaszcza z Guarino Guarinim z Werony (poznanym wiosną roku 1437), któremu posyłał do Ferrary na naukę młodych Polaków (głównie swych krewnych), jako ich mecenas. Jego domownikiem i sekretarzem był humanista Andrzej Pallacio. W Rzymie skupiał wokół siebie polskich studentów. Uciekając stamtąd przed zarazą zmarł 9 września roku 1450 w Terni pod Camerino.

## Twórczość

### Mowy
- Mowa w Arras 5 sierpnia 1435, rękopis Bibl. Nationale w Paryżu nr 1448, fot. rękopisu oraz franc. przekład ogł. Z. Lasocki Un Diplomate polonais au congrès d'Arras en 1435, Paryż 1928, s. 67-72
- Mowa w Rzymie 9 grudnia 1448, ogł. M. Wiszniewski Historia literatury polskiej, t. 3, Kraków 1841, s. 390-396 (z błędami i mylną datą 1442); wyd. następne: wyd. J. Szujski Codex Epistolaris Saeculi Decimi Quinti, t. 2, cz. 2 (1876); Monumenta Medii Aevi Historica, t. 2, s. 51-54; przekł. polski Athenaeum 1845; przedr. Złota przędza, t. 4, Warszawa 1887

### Listy
- Do Zbigniewa Oleśnickiego, Rzym, 10 grudnia 1448, wyd. J. Szujski Codex Epistolaris Saeculi Decimi Quinti, t. 2, cz. 2 (1876) Monumenta Medii Aevi Historica, t. 2, s. 50; rękopis Biblioteki Jagiellońskiej Cod. fol. nr 48
- Listy z lat 1437-1450 od: Zbigniewa Oleśnickiego, Stefana de Catis, Jana Hunyadego i nieznanych osób; inne pisma dot. M. Lasockiego; wyd. A. Sokołowski, J. Szujski, A. Lewicki Codex Epistolaris Saeculi Decimi Quinti, t. 2, cz. 2 (1876); t. 2 (1891) Monumenta Medii Aevi Historica; t. 3 (1894) Monumenta Medii Aevi Historica
- Od Guarina z Werony, pełne wyd.: R. Sabbadini „Epistolario di Guarino Veronese”, t. 1-3, Wenecja 1916, Miscellanea di Storia Veneta, S. 3; 14 listów ogł. J. Brüstigerowa „Guarino a Polska”, Kwartalnik Historyczny 1925; 2 listy przedr. I. Chrzanowski, S. Kot Humanizm i reformacja w Polsce, Lwów 9127; rękopisy: Biblioteka Jagiellońska, nr 62, 173, 1956; teksty z odmiankami (nieuwzględnione): kodeks Biblioteki Cystersów w Mogile nr 630, k. 24-27
- Od syna Guarina, dat. z Ferrary w 1448 lub z początkiem 1449, ogł. J. Brüstigerowa „Guarino a Polska”, Kwartalnik Historyczny 1925, s. 76-77
- inne listy  ogł. J. G. Schwandtner Scriptores Rerum Hungaricarum, t. 2, Wiedeń 1747, s. 7 nn; wyd. 2 Tyrnawa 1765; wyd. 3 Wiedeń 1766; (zob. H. Zeissberg Dziejopisarstwo polskie wieków średnich, t. 1, Warszawa 1877, s. 229)